# Valerio Terzi
Valerio Felice Terzi (Bergamo, 12 giugno 1896 – Milano, 17 settembre 1936) è stato un calciatore italiano, di ruolo portiere.

## Carriera
Crebbe nel Novara, club con il quale trascorse la prima parte della sua carriera prima del conflitto mondiale.
Con i piemontesi ottenne come massimo risultato il quarto posto del girone semifinale B nella Prima Categoria 1914-1915.
Durante la Grande Guerra militò nella Juventus, disputando la Coppa Federale 1915-1916, ottenendo il secondo posto nelle finali nazionali ad un punto dai campioni del Milan.
Dopo la guerra fu tra le file del Genoa, club con il quale esordì il 12 ottobre 1919 nel derby casalingo vinto per cinque reti ad una contro l'Andrea Doria.
Nella stagione con i Grifoni  dopo avere vinto i due gironi preliminari, terminò al terzo ed ultimo posto nella classifica della fase finale.
Tornò al Novara nella stagione 1920-1921, con cui vinse il campionato piemontese di categoria e raggiunse il terzo posto del girone semifinale A. La stagione seguente ottenne il secondo posto del Girone A della Lega Nord.
Dopo le due stagioni tra gli azzurri piemontesi, passò al Torino, dove rimase sino al 1924-1925, di cui l'ultima stagione come riserva.
Con il club torinese ottenne il secondo posto del girone A della Lega Nord nella Prima Divisione 1922-1923, come in quella successiva, ma nel girone B.
Con i granata esordì l'8 ottobre 1922 nella vittoria casalinga per due a zero contro la Pro Vercelli.